# Chimica del suolo
La chimica del suolo è una disciplina scientifica che si occupa dello studio delle caratteristiche chimiche e chimico-fisiche del suolo che sono alla base delle sue trasformazioni. I principali fattori che influenzano tali caratteristiche sono la composizione minerale, la materia organica, la biocenosi tellurica e fattori ambientali.

## Storia
Fino ai tardi anni sessanta la chimica del suolo si concentrò principalmente sulle reazioni chimiche nel suolo che contribuiscono alla pedogenesi e interessano la crescita delle piante. Successivamente i temi di interesse si estesero all'inquinamento ambientale, alla contaminazione chimica del suolo e ai potenziali rischi ecologici e ambientali. Di conseguenza la chimica del suolo ha assunto interessi interdisciplinari che riguardano ambiti quali la geochimica, la pedologia, l'agronomia e le scienze ambientali.

## Aspetti ambientali
La conoscenza dell'impatto ambientale della chimica del suolo è essenziale per prevedere il destino, la mobilità e la potenziale tossicità dei contaminanti nell'ambiente.
I contaminanti ambientali inizialmente rilasciati sul suolo sono esposti, all'interno della matrice terrena, a molti tipi di processi in grado sia di aumentare che di diminuire il loro livello di tossicità. Questi processi possono essere di natura chimico fisica come l'adsorbimento, il desorbimento e la dissoluzione, o di natura prettamente chimica come il caso delle reazioni redox, di precipitazione, di polimerizzazione e di complessazione. 
Il capire questi processi permette una migliore predizione del destino e della tossicità dei contaminanti, permettendo lo sviluppo di adeguate strategie di rimedio.

## Proprietà chimiche del suolo
Le proprietà chimiche del terreno sono un insieme di caratteristiche, dipendenti da fenomeni chimici o fisico-chimici, in stretta relazione con il clima e soprattutto gli organismi viventi, che concorrono a definire uno degli aspetti della fertilità di un terreno, influendo sulla potenzialità produttiva delle piante che vi vengono coltivate.
Le principali proprietà chimiche che vengono prese in esame in un terreno sono:
- la composizione chimico-mineralogica;
- la reazione o pH;
- il potere assorbente;
- la capacità di scambio cationico;
- il tasso di saturazione in basi;
- il potere tampone;
- il contenuto e la qualità della sostanza organica;
- il potenziale redox;
- la dotazione in elementi nutritivi (azoto, fosforo, potassio e macroelementi secondari).